# Kate Capshaw
Kate Capshaw, właściwie Kathleen Sue Nail (ur. 3 listopada 1953 w Fort Worth) – amerykańska aktorka. Żona reżysera Stevena Spielberga.

## Życiorys

### Wczesne lata
Urodziła się w rodzinie pochodzenia żydowskiego jako córka Beverley Sue (z domu Simon), agentki biura podróży / kosmetyczki, i Edwina Leona Naila, pracownika linii lotniczej. Kiedy miała pięć lat, rodzina przeprowadziła się do St. Louis, w stanie Missouri. W 1972 ukończyła szkołę średnią Hazelwood Senior High (teraz Hazelwood Central High School). Po ukończeniu z tytułem licencjata wydziału historii na Uniwersytecie Missouri w Columbii, pracowała jako nauczycielka. Prowadziła kursy edukacji specjalnej w Southern Boone County High School w Ashland i Rock Bridge High School w Columbii w Missouri.

### Kariera
Po przeprowadzce do Nowego Jorku, podpisała kontrakt z agencją Former Ford i pracowała jako modelka. Po występie w operze mydlanej CBS The Edge of Night (Krawędź nocy, 1981) jako Jinx Avery Mallory, trafiła na duży ekran w komedii romantycznej Mały seks (A Little Sex, 1982) u boku Tima Mathesona. Została wybrana spośród 120. aktorek do roli Willie Scott w filmie Stevena Spielberga Indiana Jones i Świątynia Zagłady (Indiana Jones and the Temple of Doom, 1984), prequela obrazu Poszukiwacze zaginionej Arki (Raiders of the Lost Ark). Wystąpiła w miniserialu Hallmarku Jak to dziewczyny (A Girl Thing, 2001) z Elle Macpherson jako jej kochanka.

### Życie prywatne
W latach 1976–1980 była żoną Roberta „Boba” Capshawa, biznesmena, z którym ma córkę Jessicę Brooke (ur. 9 sierpnia 1976), która zagrała m.in. w filmie Walentynki.
W 1988 związała się z reżyserem Stevenem Spielbergiem. Po trzech latach związku, 12 października 1991 pobrali się zarówno podczas ceremonii cywilnej, jak i judaistycznej. Mają pięcioro dzieci: Sashę (ur. 14 maja 1990), Sawyera (ur. 1992), Destry Allyn (ur. 1 grudnia 1996) oraz adoptowane: Theo (ur. 1998) i Mikaela George’a (ur. 28 lutego 1996). Jest macochą Maxa Spielberga (ur. 13 czerwca 1985).

## Filmografia
| Rok  | Tytuł                                                                    | Rola                      | Reżyser             |
| ---- | ------------------------------------------------------------------------ | ------------------------- | ------------------- |
| 1982 | Mały seks (A Little Sex)                                                 | Katherine Harrison        | Bruce Paltrow       |
| 1982 | Missing Children: A Mother’s Story (TV)                                  | Elaine Rogers             | Dick Lowry          |
| 1984 | Indiana Jones i Świątynia Zagłady (Indiana Jones and the Temple of Doom) | Willie Scott              | Steven Spielberg    |
| 1984 | Najlepszą obroną jest atak (Best Defense)                                | Laura Cooper              | Willard Huyck       |
| 1984 | Ucieczka w sen (Dreamscape)                                              | Jane DeVries              | Joseph Ruben        |
| 1984 | Miasto wichrów (Windy City)                                              | Emily Reubens             | Armyan Bernstein    |
| 1986 | Żądza władzy (Power)                                                     | Sydney Betterman          | Sidney Lumet        |
| 1986 | Kosmiczny obóz (SpaceCamp)                                               | Andie Bergstrom           | Harry Winer         |
| 1987 | Kryptonim „Dancer” (Her Secret Life, TV)                                 | Annie                     | Buzz Kulik          |
| 1987 | Dziki i wolny (The Quick and the Dead, TV)                               | Susanna McKaskel          | Robert Day          |
| 1988 | Sprawy wewnętrzne (Internal Affairs, TV)                                 | Joanna Gates              | Michael Tuchner     |
| 1988 | Private Affairs (Ti presento un’amica)                                   | Brunetta                  | Francesco Massaro   |
| 1989 | Czarny deszcz (Black Rain)                                               | Joyce Kingsley            | Ridley Scott        |
| 1990 | Podwójne śledztwo (Love at Large)                                        | Pani Ellen McGraw         | Alan Rudolph        |
| 1991 | My Heroes Have Always Been Cowboys                                       | Jolie Meadows             | Stuart Rosenberg    |
| 1994 | Przygoda miłosna (Love Affair)                                           | Lynn Weaver               | Glenn Gordon Caron  |
| 1994 | Po sąsiedzku (Next Door, TV)                                             | Karen Coler               | Tony Bill           |
| 1995 | W słusznej sprawie (Just Cause)                                          | Laurie Prentiss Armstrong | Arne Glimcher       |
| 1995 | Skrawki życia (How to Make an American Quilt)                            | Sally Dodd                | Jocelyn Moorhouse   |
| 1996 | Duke of Groove (film krótkometrażowy)                                    | Rebecka                   | Griffin Dunne       |
| 1997 | Upalne lato (The Locusts)                                                | Delilah Ashford Potts     | John Patrick Kelley |
| 1997 | Bezpieczny interes (The Alarmist)                                        | Gale Ancona               | Evan Dunsky         |
| 1999 | List miłosny (The Love Letter)                                           | Helen MacFarquhar         | Peter Chan          |
| 2001 | Jak to dziewczyny (A Girl Thing, TV)                                     | Casey Montgomery          | Lee Rose            |
| 2001 | Due East (TV)                                                            | Becky Purdue              | Helen Shaver        |